# Kumano (1936)
Kumano (jap. 熊野) – japoński krążownik z okresu II wojny światowej, ostatnia z czterech jednostek typu Mogami. Zbudowany jako krążownik lekki, w 1939 roku przebudowany na krążownik ciężki. Okręt nazwano imieniem rzeki płynącej na wyspie Honsiu.

## Historia
Stępkę pod „Kumano” położono 4 kwietnia 1934 roku w stoczni Kawasaki w Kobe. Wodowanie okrętu miało miejsce w październiku 1936 roku, a oddanie do służby w październiku 1937 roku. Okręt projektowano w zgodzie z postanowieniami Traktatu Waszyngtońskiego, który ograniczał wyporność budowanych okrętów. Aby zmniejszyć wyporność okrętu, w konstrukcji nadbudówki zastosowano aluminium, a do łączenia niektórych części kadłuba wykorzystano spawanie zamiast nitowania. W 1939 roku zamiast 5 wież z 15 działami kaliber 155 mm zamontowano 5 wież z 10 działami kaliber 203 mm.
Pierwszą misją okrętu po wybuchu walk na Pacyfiku w grudniu 1941 roku, było wsparcie dla japońskich sił inwazyjnych mających zaatakować Malaje. Jeden z wodnosamolotów „Kumano” próbował w tym czasie namierzyć zespół brytyjskich okrętów „Force Z”. 6 kwietnia 1942 roku, biorąc udział w japońskim rajdzie na Oceanie Indyjskim, wraz z dwoma innymi okrętami zatopił cztery alianckie jednostki.
W czerwcu 1942 roku podczas bitwy pod Midway, obserwatorzy na jego pokładzie wykryli wynurzony okręt podwodny USS „Tambor”. Wydano ostrzeżenie dla innych okrętów grupy, które manewrami próbowały uniknąć spodziewanego ataku torpedowego. Niewłaściwe wykonanie tego manewru doprowadziło do kolizji krążownika „Mogami” z „Mikumą”.
W sierpniu 1942 roku wraz z bliźniaczą „Suzuyą” został przydzielony do sił operujących w rejonie wyspy Guadalcanal. Po modernizacji, którą przeszedł w czerwcu 1943 roku powrócił w rejon Guadalcanal. 18 lipca osłaniając transport prowadzony w ramach akcji Tokyo Express, został uszkodzony przez amerykańskie samoloty i musiał powrócić do Japonii na remont.
W październiku 1944 roku „Kumano” wziął udział w bitwie o Leyte. Podczas bitwy został ciężko uszkodzony przez torpedę wystrzeloną z niszczyciela USS „Johnston”. Ciężko uszkodzony okręt został następnie trafiony przez trzy bomby zrzucone przez amerykańskie samoloty pokładowe.
25 listopada, będąc w trakcie napraw po kolejnych uszkodzeniach, został zatopiony przez samoloty pokładowe startujące z lotniskowca USS „Ticonderoga”.